# Force of July
La Force of July è un gruppo di supereroi antagonisti immaginari della DC Comics introdotti in Batman and the Outsiders n. 1 del 1984. Furono creati da Mike Barr e Jim Aparo.

## Storia
La squadra è composta di metaumani estremamente patriottici e nella maggior parte dei fumetti, se non in tutti, finiscono per essere gli antagonisti degli altri gruppi di supereroi, inclusi gli Outsiders e la Suicide Squad. La Squad fu manipolata per attaccare il gruppo come piano per svelare il criminale dietro la Direzione.
La nuova versione della Force of July consistette di normale agenti umani del governo che incontrarono per la prima volta Freccia Verde in Green Arrow vol. 2 n. 96 (aprile 1995).

### Force of July
- Lady Liberty: proietta raggi energetici dalla sua torcia e può volare. Uccisa in un'esplosione a bordo del satellite di Kobra durante il culmine della Janus Directive.
- Major Victory: William Vickers, leader del gruppo. Possiede superforza, volo e raggi energetici grazie al suo costume disegnato per lui dal governo. Ucciso da Eclipso.
- Mayflower: Abilità di controllare la crescita delle piante. Fu strangolata da Ravan della Suicide Squad.
- Silent Majority: Poteri si autoduplicazione. Tutti i suoi duplicati furono uccisi in battaglia a bordo del satellite di Kobra, quando tentò di distruggere un dispositivo che avrebbe ucciso miliardi di persone.
- Sparkler: Poteri consistenti in volo e l'abilità di poiettare la luce sotto forma di laser o addirittura fuochi artificiali. Fu ucciso in un secondo tempo da Dottor Light, che aveva un serio problema mentale nel concepire i supereroi adolescenti.
- B. Eric Blairman: Collegamento del governo per la American Security Agency, possedeva la maschera di Medusa dello Psico Pirata.
- Abraham Lincoln Carlyle: Collegamento del governo. Ebbe un infarto durante l'attacco della Suicide Squad.

#### Altri membri
- Paine
- Nathan

## Status attuale
In Crisis Aftermath: The Battle for Blüdhaven n. 1 (parte degli eventi di Un Anno Dopo) una presunata fazione della Force of July fu introdotta come guardiano della distrutta città di Blüdhaven. Questo gruppo fu chiamato Freedom's Ring e tra i suoi membri vi erano versioni di Lady Liberty, Major Victory e Silent Majority. Recentemente, Silent Mjority e Lady liberty furono uccisi dalla Legione Nucleare, lasciando Major Victory l'unico vivo. Come nel n. 2, i Freedom's Ring furono assorbiti da una squadra speciale dello S.H.A.D.E. chiamata First Strike. Altri membri (Doll Man, la Bomba Umana e Phantom Lady) si unirono ai nuovi Combattenti per la Libertà. Il leader dello S.H.A.D.E. è Padre Tempo, mentre il leader dei First Strike è il nuovo Americommando.
Padre Tempo possiede super forza, invulnerabilità, longevità, e possiede l'abilità di leggere le menti.

### Freedom's Ring
- Bigfoot: un uomo bianco del sud alterato in un gigante con la pelle grigia. Parla utilizzando tipici termini degli Stati Uniti del sud quali "suh" e "a'hm". Fu accidelntalmente ucciso dalla Bomba Umana durante un confronto in Uncle Sam and The Freedom Fighters n. 2.
- Doll Man: Lester Colt, un soldato barbuto di bassa statura con armi specializzate.
- Gonzo il Bastardo Meccanico: Gonzo è un robot che prese il posto del senatore Knight in carica per la presidenza ed è ora il nuovo Presidente degli Stati Uniti. Fu rivelato che Gonzo fu creato dal matemago dell'Equazione Anti Vita.
- Bomba Umana: Andy Franklin fu mutato dalla bomba che distrusse Blüdhaven, e gli fu data l'abilità di fare detonare ogni materia toccata a pelle nuda. Dimostrò il suo potere lanciando un pezzo di un'unghia e, così facendo, fece saltare in aria una truppa di Atom Knight, ucciendoli nell'esplosione risultante.
- Lady Liberty: il secondo rimpiazzo che porta la stessa torcia. Si presume che fu uccisa da Ravager.
- Major Force: leader del gruppo. Nessuno nel gruppo lo rispetta, in particolare Phantom Lady, che lo chiama il "Coniglio Pasquale degli steroidi" e "Major Stupid".
- Major Victory: afferma di aver "preso a calci i posteriori di sette nazioni". Fu picchiato a morte con il suo stesso braccio strappatogli, da Major Force.
- Phantom Lady: la nuova Phantom Lady. Il suo nome è Stormy Knight. Il suo proiettore di luce nera può piegare la realtà dimensionale.
- Replicant: originariamente noto come Astronaut Fetus. Fu potato tra i Bleed con Capitan Atomo quando tornò nell'Universo DC dopo la serie Captain Atom: Armageddon. Si riferisce a sé stesso come all'essere più intelligente di questo mondo e dimostrò di avere abilità psichiche.
- Silent Majority: il rimpiazzo di Silent Majority sebbene non è chiaro se ci siano altri riferimenti di altre persone che utilizzarono lo stesso nome.